# The Jazz Scene

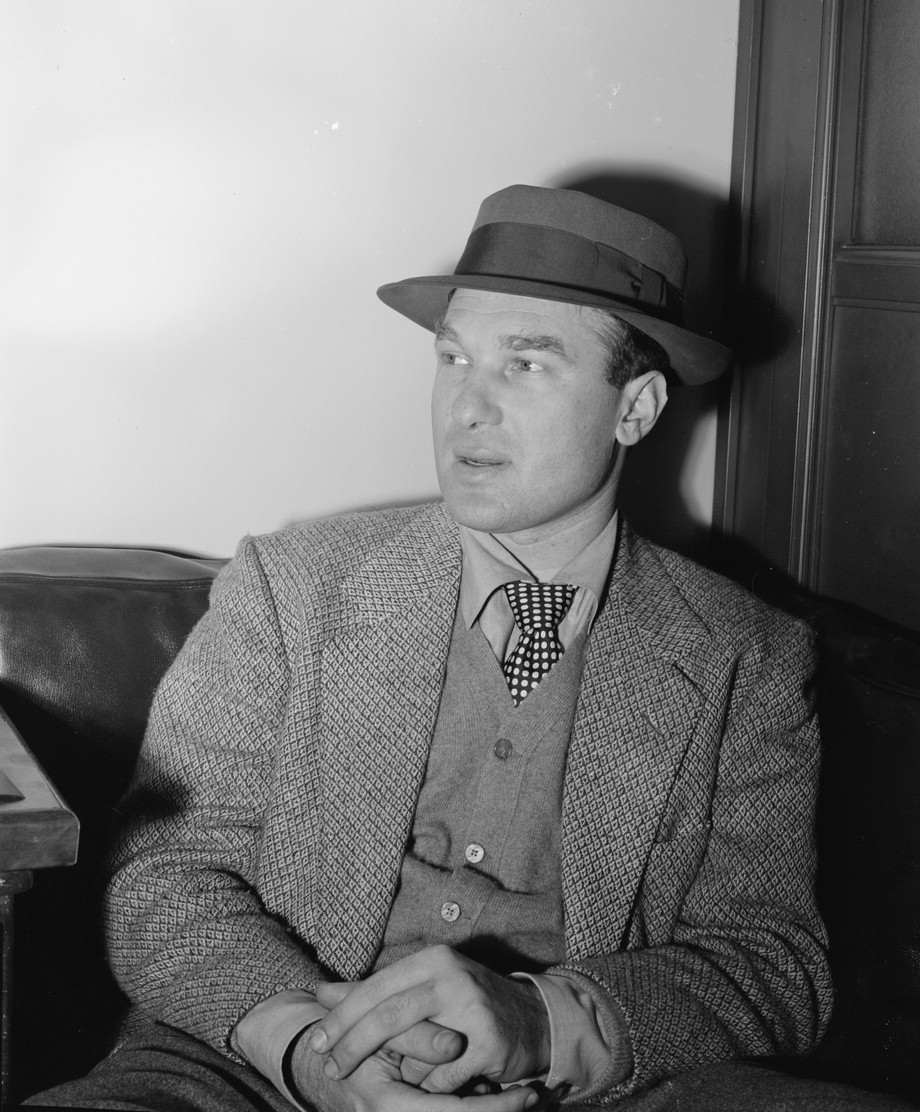
Norman Granz, ca. November 1947.
Fotografie von William P. Gottlieb.

The Jazz Scene ist eine Jazz-Kompilation, die von Norman Granz herausgegeben wurde. Mitwirkende Musiker waren u. a. Ralph Burns, Duke Ellington, George Handy, Coleman Hawkins, Neal Hefti, Machito, Charlie Parker, Flip Phillips, Bud Powell, Willie Smith, Billy Strayhorn und Lester Young, aufgenommen von 1946 bis 1949 in Los Angeles und New York City und veröffentlicht im Dezember 1949 auf Mercury und Clef Records. Nach verschiedenen Neuausgaben im 10-Zoll- und 12-Zoll-Format wurde das Album in einer remasterten und um zahlreiche, bislang unveröffentlichte Stücke erweiterten Form als Doppel-CD The Complete Jazz Scene 1994 (Universal Records) von Richard Seidel neu herausgegeben.

## Das Album
Nachdem der junge Impresario Norman Granz Anfang Juli 1944 sein erstes Jazz-at-the-Philharmonic-Konzert organisiert hatte, begann er für sein Label Clef bekannte Musiker der Ära aufzunehmen. Aus dem Material veröffentlichte er 1949 das Album The Jazz Scene, das als eines der ersten Alben (Box Sets) im Jazz gilt: Auf 12 Platten-Seiten stellte er die damals aktuelle Szene des Modern Jazz vor; bekannteste Namen waren Künstler wie Coleman Hawkins, Charlie Parker, Lester Young, Duke Ellington und Bud Powell.
Damit zeigte das Album stilistische Vielfalt; es enthielt Mainstream Jazz des Trios von Lester Young (mit dem Pianisten Nat Cole, der aus vertraglichen Gründen als Auy Guy firmierte) und dem Willie-Smith-Quintett, sowie zwei Stücke einer kleinen Combo um Duke Ellington, die von Streichern begleitet wurde, Neal Heftis großes Orchester mit dem nachträglich einmontierten Charlie Parker-Solopart („Repetition“), Coleman Hawkins’ berühmtes Tenorsolo („Picasso“, 1948), Machitos Latin-Ensemble; eine Charlie Parkers Quartett-Session von 1949, das Bud-Powell-Trio und Bigband-Aufnahmen unter der Leitung von Ralph Burns sowie von George Handy.
Granz brachte die aktuellen Stücke dieser Musiker, die teilweise speziell für diese Ausgabe eingespielt wurden, auf sechs 78er Schallplatten heraus, begleitet von einem Satz Fotografien der Musiker von Gjon Mili, und Liner Notes zu jedem Teil der Ausgabe. Ausgestattet war die Box mit einer Cover-Illustration von David Stone Martin. In der Einleitung, in der er klarstellte, dass er den Musikern vollkommen künstlerische Freiheit gegeben hatte, schrieb Granz:
„This is our attempt to present today’s jazz scene in terms of the visual, the written word, and the auditory.“
„Das ist unser Versuch, die aktuelle Jazzszene visuell, im geschriebenen Wort und hörbar zu präsentieren.“
Der Set wurde in einer limitierten Edition, nummeriert und von Granz signiert, von nur 5.000 Kopien für $25 verkauft.

## Rezeption
Das Down Beat Magazin schrieb seinerzeit über dieses Album:
„The Jazz Scene, probably the most remarkable record album ever issued.......the slighly delayed love child of JATP promoter Norman Granz“.
In Allmusic würdigte Scott Yanow die 1994 erschienene Edition The Complete Jazz Scene „als eine der bedeutendsten Veröffentlichungen dieses Jahres“ und hob „die großartige Ausstattung der Box mit den Fotografien von Gjon Mili und die ausführlichen Liner Notes“ hervor; „die Ausgabe sei essentiell für alle ernsthaften Jazz-Sammlungen“. Schon mit der Originalausgabe von 1949 habe Produzent Norman Granz „ein bemerkenswertes Album veröffentlicht, das auf perfekte Weise die moderne Jazzszene der Zeit“ darstelle. Besonders stellte er dabei Coleman Hawkins’ Pionierleistung des unbegleiteten Tenorsaxophon-Solos („Picasso“) heraus.

## Die Stücke des Albums und ihre Besetzung
- The Jazz Scene – Clef MGC 4007, MGC 674; Verve MGV 8060; ARS G 419.[7]

### Original-Box (1949)
1. Sono – Duke Ellington, Harry Carney, Billy Strayhorn, Fred Guy, Oscar Pettiford, Sonny Greer[8]
2. Frustration – Duke Ellington, Harry Carney, Billy Strayhorn, Fred Guy, Oscar Pettiford, Sonny Greer
3. Rhumbacito – Neal Hefti Orchestra[9]
4. Repetition – Neal Hefti Orchestra mit Charlie Parker
5. I Want To Be Happy – Lester Young/Nat King Cole, Buddy Rich
6. Picasso – Coleman Hawkins
7. Introspection – Ralph Burns Orchestra[10]
8. The Bloos – George Handy Orchestra[11]
9. The Bird – Charlie Parker mit Hank Jones, Ray Brown, Shelly Manne[12]
10. Sophisticated Lady – Willie Smith Quintett mit Dodo Marmarosa, Barney Kessel, Red Callender, Jo Jones[13]
11. Tanga – Machito Orchestra[14]
12. Cherokee – Bud Powell mit Ray Brown und Max Roach[15]

### CD-Ausgabe (1994)
- The Complete Jazz Scene – Verve 314521661-2

Disc One
1. The Duke Ellington Sides: Sono, Frustration
2. The Neal Hefti Sides: Rhumbacito, Repetition
3. The Lester Young Side: I Want to Be Happy
4. The Coleman Hawkins Side: Picasso
5. The Ralph Burns Side: Introspection
6. The George Handy Side: The Bloos
7. The Charlie Parker Side: The Bird
8. The Willie Smith Side: Sophisticated Lady
9. The Machito Side: Tanga
10. The Bud Powell Side: Cherokee
11. Alternate Takes: Sono, Introspection, The Bloos, Tanga, Tanga

Disc Two
1. The Billy Strayhorn Sides: Halfway To Dawn, Tailspin, Halfway To Dawn (2nd take)
2. Another Lester Young Side: Back To The Land
3. More Willie Smith Sides: Tea for Two (+ 2nd take), Not So Bop Blues (+ 2nd take)
4. More Coleman Hawkins Sides: The Big Head, Skippy (+ 2nd take), Platinum Love (+ 2nd take), There's A Small Hotel
5. The Flip Phillips Sides: Swingin' For Julie & Brownie (+ 2nd take), Lazy River, Flip's Idea
6. More Ralph Burns Sides: Spring In Naples, Music For A Stripteaser, Sprang